# Liste des records du monde de paracyclisme sur piste
Cet article présente la liste des records du monde réalisés par les cyclismes handisports en cyclisme sur piste et reconnus par l'Union cycliste internationale (UCI).

## Hommes
PR signifie qu'il s'agit également d'un record paralympique. 
| Épreuve                                         | Record      | Cycliste                                     | Cat   | Nationalité     | Date              | Compétition                     | Lieu                         | Ref    |
| ----------------------------------------------- | ----------- | -------------------------------------------- | ----- | --------------- | ----------------- | ------------------------------- | ---------------------------- | ------ |
| Sprint sur 200 mètres, départ lancé             | 9.568       | Neil Fachie Matt Rotherham (pilote)          | B     | Grande-Bretagne | 7 avril 2018      | Jeux du Commonwealth            | Brisbane, Australie          | [ 1 ]  |
| Sprint sur 200 mètres, départ lancé             | 10.897      | Jon-Allan Butterworth                        | C5    | Grande-Bretagne | 29 septembre 2011 | Championnats de Grande-Bretagne | Manchester, Royaume-Uni      | [ 2 ]  |
| Sprint sur 200 mètres, départ lancé             | 10.761      | Jody Cundy                                   | C4    | Grande-Bretagne | 27 septembre 2014 |                                 | Manchester, Royaume-Uni      |        |
| Sprint sur 200 mètres, départ lancé             | 11.210      | Jason Kimball                                | C3    | États-Unis      | 4 juin 2017       |                                 | Colorado Springs, États-Unis |        |
| Sprint sur 200 mètres, départ lancé             | 14.405      | Leonard Rodgers                              | C2    | États-Unis      | 2 décembre 2017   | Championnats des États-Unis     | Colorado Springs, États-Unis | [ 3 ]  |
| Sprint sur 200 mètres, départ lancé             | 14.177      | Mark Colbourne                               | C1    | Grande-Bretagne | 27 septembre 2012 | Championnats de Grande-Bretagne | Manchester, Royaume-Uni      | [ 4 ]  |
| Kilomètre contre-la-montre, départ arrêté       | 1:01.683    | Alfonso Cabello                              | C5    | Espagne         | 12 avril 2014     | Championnats du monde           | Aguascalientes, Mexique      | [ 5 ]  |
| Kilomètre contre-la-montre, départ arrêté       | 1:01.466    | Jody Cundy                                   | C4    | Grande-Bretagne | 12 avril 2014     | Championnats du monde           | Aguascalientes, Mexique      | [ 5 ]  |
| Kilomètre contre-la-montre, départ arrêté       | 1:06.131    | Alexey Obydennov                             | C3    | Russie          | 12 avril 2014     | Championnats du monde           | Aguascalientes, Mexique      | [ 5 ]  |
| Kilomètre contre-la-montre, départ arrêté       | PR 1:11.937 | Li Zhangyu                                   | C1    | Chine           | 10 septembre 2016 | Jeux paralympiques              | Rio de Janeiro, Brésil       | [ 6 ]  |
| Kilomètre contre-la-montre, départ arrêté       | 59:460      | Neil Fachie Peter Mitchell (pilote)          | B     | Grande-Bretagne | 11 avril 2014     | Championnats du monde           | Aguascalientes, Mexique      | [ 5 ]  |
| Poursuite individuelle sur 3 000 mètres         | 3:26.691    | Alexey Obydennov                             | C3    | Russie          | 11 avril 2014     | Championnats du monde           | Aguascalientes, Mexique      | [ 5 ]  |
| Poursuite individuelle sur 3 000 mètres         | 3:40.367    | Liang Guihua                                 | C2    | Chine           | 11 avril 2014     | Championnats du monde           | Aguascalientes, Mexique      | [ 5 ]  |
| Poursuite individuelle sur 3 000 mètres         | PR 3:50.373 | Li Zhangyu                                   | C1    | Chine           | 9 septembre 2016  | Jeux paralympiques              | Rio de Janeiro, Brésil       | [ 7 ]  |
| Poursuite individuelle sur 4 000 mètres         | 4:24.057    | Michael Gallagher                            | C5    | Australie       | 11 avril 2014     | Championnats du monde           | Aguascalientes, Mexique      | [ 5 ]  |
| Poursuite individuelle sur 4 000 mètres         | 4:26.924    | Josef Metelka                                | C4    | Slovaquie       | 9 mars 2016       | Championnats du monde           | Montichiari, Italie          |        |
| Poursuite individuelle sur 4 000 mètres         | PR 4:08.146 | Steve Bate Adam Duggleby (pilote)            | B     | Grande-Bretagne | 8 septembre 2016  | Jeux paralympiques              | Rio de Janeiro, Brésil       | [ 8 ]  |
| Sprint sur 750 mètres par équipes départ arrêté | PR 48.635   | Jon-Allan Butterworth Jody Cundy Louis Rolfe | Mixte | Grande-Bretagne | 11 septembre 2016 | Jeux paralympiques              | Rio de Janeiro, Brésil       | [ 9 ]  |
| Record de l'heure                               | 47.569 km   | Andrea Tarlao                                | C5    | Italie          | 13 décembre 2014  |                                 | Montichiari, Italie          |        |
| Record de l'heure                               | 41.817 km   | Minimum standard                             | C4    |                 |                   |                                 |                              |        |
| Record de l'heure                               | 41.817 km   | Darren Kenny                                 | C3    | Grande-Bretagne | 8 janvier 2005    |                                 | Manchester, Royaume-Uni      |        |
| Record de l'heure                               | 43.133 km   | Colin Lynch                                  | C2    | Irlande         | 1er octobre 2016  |                                 | Manchester, Royaume-Uni      | [ 10 ] |
| Record de l'heure                               | 39.326 km   | Michael Teuber                               | C1    | Grande-Bretagne | 8 mai 2005        |                                 | Augsbourg, Allemagne         |        |
| Record de l'heure                               | 49.625 km   | Herve Deschamps Guy Rouchouze (pilote)       | B     | France          | 29 novembre 1997  |                                 | Bordeaux, France             |        |

## Femmes
PR signifie qu'il s'agit également d'un record paralympique. 
| Épreuve                                        | Record      | Cycliste                              | Cat | Nationalité      | Date              | Compétition                      | Lieu                        | Réf.   |
| ---------------------------------------------- | ----------- | ------------------------------------- | --- | ---------------- | ----------------- | -------------------------------- | --------------------------- | ------ |
| Sprint sur 200 mètres, départ lancé            | 10.609      | Sophie Thornhill Helen Scott (pilote) | B   | Grande-Bretagne  | 5 avril 2018      | Jeux du Commonwealth             | Brisbane, Australie         | [ 11 ] |
| Sprint sur 200 mètres, départ lancé            | 12.753      | Crystal Lane                          | C5  | Grande-Bretagne  | 26 septembre 2013 |                                  | Manchester, Royaume-Uni     |        |
| Sprint sur 200 mètres, départ lancé            | 13.198      | Kate Horan                            | C4  | Grande-Bretagne  | 11 février 2016   | Championnats de Nouvelle-Zélande | Cambridge, Nouvelle-Zélande |        |
| Sprint sur 200 mètres, départ lancé            | 14.720      | Minimum standard                      | C3  |                  |                   |                                  |                             |        |
| Sprint sur 200 mètres, départ lancé            | 14.720      | Paula Tesoriero                       | C2  | Nouvelle-Zélande | 22 mai 2009       |                                  | Manchester, Royaume-Uni     |        |
| Sprint sur 200 mètres, départ lancé            | ouvert      |                                       | C1  |                  |                   |                                  |                             |        |
| Contre-la-montre sur 500 mètres, départ arrêté | PR 36.004   | Zhou Jufang                           | C5  | Chine            | 10 septembre 2016 | Jeux paralympiques               | Rio de Janeiro, Brésil      | [ 12 ] |
| Contre-la-montre sur 500 mètres, départ arrêté | PR 35.716   | Kadeena Cox                           | C4  | Grande-Bretagne  | 10 septembre 2016 | Jeux paralympiques               | Rio de Janeiro, Brésil      | [ 12 ] |
| Contre-la-montre sur 500 mètres, départ arrêté | PR 41.252   | Megan Giglia                          | C3  | Grande-Bretagne  | 10 septembre 2016 | Jeux paralympiques               | Rio de Janeiro, Brésil      | [ 13 ] |
| Contre-la-montre sur 500 mètres, départ arrêté | PR 39.631   | Alyda Norbruis                        | C2  | Pays-Bas         | 10 septembre 2016 | Jeux paralympiques               | Rio de Janeiro, Brésil      | [ 13 ] |
| Contre-la-montre sur 500 mètres, départ arrêté | 43.430      | Li Jieli                              | C1  | Chine            | 23 mars 2018      | Championnats du monde            | Rio de Janeiro, Brésil      | [ 14 ] |
| Kilomètre contre-la-montre, départ arrêté      | 1:04.623    | Sophie Thornhill Helen Scott (pilote) | B   | Grande-Bretagne  | 7 avril 2018      | Jeux du Commonwealth             | Brisbane, Australie         | [ 15 ] |
| Poursuite individuelle sur 3 000 mètres        | PR 3:31.394 | Sarah Storey                          | C5  | Grande-Bretagne  | 8 septembre 2016  | Jeux paralympiques               | Rio de Janeiro, Brésil      | [ 16 ] |
| Poursuite individuelle sur 3 000 mètres        | 3:54.501    | Emily Petricola                       | C4  | Australie        | 24 mars 2018      | Championnats du monde            | Rio de Janeiro, Brésil      | [ 17 ] |
| Poursuite individuelle sur 3 000 mètres        | PR 4:03.544 | Megan Giglia                          | C3  | Grande-Bretagne  | 8 septembre 2016  | Jeux paralympiques               | Rio de Janeiro, Brésil      | [ 18 ] |
| Poursuite individuelle sur 3 000 mètres        | 4:07.454    | Alyda Norbruis                        | C2  | Pays-Bas         | 12 avril 2014     | Championnats du monde            | Aguascalientes, Mexique     | [ 5 ]  |
| Poursuite individuelle sur 3 000 mètres        | PR 4:40.123 | Jayme Paris                           | C1  | Australie        | 30 août 2012      | Jeux paralympiques               | Londres, Royaume-Uni        |        |
| Poursuite individuelle sur 3 000 mètres        | 3:23.328    | Emma Foy Laura Fairweather (pilote)   | B   | Nouvelle-Zélande | 10 avril 2014     | Championnats du monde            | Aguascalientes, Mexique     | [ 5 ]  |
| Record de l'heure                              | 45.502 km   | Sarah Storey                          | C5  | Grande-Bretagne  | 28 février 2015   | Revolution Series                | Londres, Royaume-Uni        |        |
| Record de l'heure                              | 42.930 km   | Lindy Hou Toireasa Gallagher (pilote) | B   | Australie        | 29 novembre 1997  |                                  | Sydney, Australie           |        |